# 劉瑲琳
刘玱琳（？—1861年6月9日），广西人，清朝军事人物，太平天国将领。

## 生平
早年参加太平军，隶陈玉成麾下。咸丰九年（1859）封靖东主将。十年三月参加破江南大营之役。十一年，為解安慶之圍，陈玉成前去桐城與洪仁玕部會合，留劉瑲琳率精兵三千餘人屯集赤岡嶺（在集賢關北五華里）。曾国藩料陈玉成“不能遽回怀宁”，即命鲍超以及甫自湖北调来的成大吉两部包圍赤岡嶺，湘軍由鲍超帶頭冲锋太平軍四座营垒，枪弹如雨下，但劉瑲琳部战斗力极强，击毙清副将苏文彪，湘軍竟無進展，鲍超久攻不下，惊道：“此处贼之悍勇，超过各处！”遂停止攻击，改以重兵包圍赤冈岭，並断绝其水粮，企图困死太平军。湘军加强炮火猛轰赤冈岭。刘玱琳苦撐三十余日，漸感不支，五月初二日夜率二百余人向北突围，至马踏石，河水暴涨，难以泅渡，“挈民间木板门扇，缚以长绳，巳乘桴欲渡矣”。鲍超部趕至包圍，官兵箭如雨下，精锐全被殲滅，刘玱琳被俘，斬首並肢解之。至此，陳玉成部最精銳的部隊盡喪。